# Formentin
Formentin település Franciaországban, Calvados megyében. Lakosainak száma 268 fő (2022. január 1.). Formentin Auvillars, Bonnebosq, Clarbec, Le Fournet, Manerbe, Saint-Hymer és Le Torquesne községekkel határos.

## Népesség
A település népességének változása:
| Lakosok száma | 151  | 151  | 191  | 220  | 223  | 247  | 250  | 256  | 259  | 268  |
|               | 1968 | 1982 | 1990 | 2006 | 2013 | 2015 | 2017 | 2019 | 2020 | 2022 |